# Pseudinca camerunensis
Pseudinca camerunensis är en skalbaggsart som beskrevs av Allard 1992. Pseudinca camerunensis ingår i släktet Pseudinca och familjen Cetoniidae. Inga underarter finns listade i Catalogue of Life.